# كريس فون إريك
كريستوفر بارتون أدكيسون (30 سبتمبر 1969 - 12 سبتمبر 1991)، مصارع محترف أمريكي، اشتهر باسمه في حلبة المصارعة كريس فون إيريك

## مسيرته الرياضية
كان كريس أصغر أفراد عائلة فون إريك، وكان يطمح لأن يصبح مصارعًا، فهو الابن الأصغر للمصارع فريتز فون إريك. حقق إخوته مايك وديفيد وكيري وكيفن نجاحًا في عالم المصارعة. نشأ كريس أمام الكاميرات وكان يتولى مهام خلف الكواليس في بطولة المصارعة العالمية (WCCW). فاز بأول مباراة له في مصارعة الهواة عندما كان في السادسة من عمره، وكان له دور محدود في الحلبة خلال الثمانينيات. قام بجولات لمساعدة إخوته في مواجهة فريق "الطيور الحرة". كما قام بتحطيم ظهر "بادي روبرتز" بالكرسي، وتصدى لجينو هيرنانديز في حدث "الوعاء القطني" في عام 1985، أثناء هروبه من حلق شعره بعد خسارته في مباراة تشطيب على يد عائلة فون إريك.
أصبح كريس مصارعًا محترفًا في عام 1990، وكان له عداء صغير مع بيرسي برينجل في اتحاد المصارعة الأمريكي (USWA)، والذي تم بثه على مستوى البلاد عبر شبكة ESPN. شارك كريس في مباريات "تشطيب الفريق" مع شقيقه كيفن وحليفه كريس آدامز ضد برينجل وستيف أوستن. ومع ذلك، كان كريس يواجه برينجل فقط في الحلبة، بينما يترك شريكيه الأكثر خبرة (إما كيفن أو آدامز) للتصدي لأوستن. على الرغم من افتقاره إلى الروح الرياضية، إلا أن كريس كان يحظى بتأييد كبير من المعجبين الذين كانوا يهتفون "هيا انطلق، كريس، انطلق!" خلال مبارياته. في إحدى مبارياته المبكرة، تعرض كريس لهجوم من قبل غريميه مات بورن وبرينجل كيري، وكان كريس في الصف الأول من الحلبة. تعرض للهجوم مما تسبب له في إصابة في رأسه، استمر معها الصداع لمدة خمسة أيام.

## حياته الشخصية
كان كريس الأقصر بين إخوته، حيث بلغ طوله 165 سم ووزنه 79 كغ. واجه كريس العديد من المشاكل الصحية التي أعاقت تقدمه كمصارع. كان يعاني من الربو، وكانت عظامه هشة للغاية بسبب تناوله البريدنيزون، مما جعله يعاني من كسور في العظام أثناء أداء بعض المناورات البسيطة في المصارعة. بعد انتحار شقيقه مايك في عام 1987، بدأ كريس يعاني من الاكتئاب وإدمان المخدرات. كما كان يشعر بالإحباط بسبب عدم تمكنه من تحقيق تقدم ملموس في مجال المصارعة بسبب بنيته البدنية.

## وفاته
في 12 سبتمبر 1991، حوالي الساعة 9 مساءً، عثر شقيقه كيفن مع والدته على جثة كريس خارج مزرعة عائلتهم في إيدوم، وكان قد أصيب بطلق ناري في الرأس عيار 9 ملم. وفقًا لشقيقه كيفن، فقد جاء كريس إليه في منتصف الليل ليطلب استعادة جهاز تسجيل الفيديو الذي استعاره منه. وعندما لاحظ كيفن أن كريس جلس بمفرده على قمة التل، خرج للحديث معه. اكتشف كيفن من خلال حديثهما أن كريس كان يعاني من ميول انتحارية بسبب حالته الصحية بعد أن كسر ذراعه في وقت سابق من ذلك الشهر. بعد أن توسل إليه كيفن بأن لا يؤذي نفسه، طمأنه كريس بأنه لن يفعل ذلك، لكنه بعد مغادرة كيفن أطلق النار على رأسه. تم نقله إلى مستشفى مركز شرق تكساس الطبي، حيث توفي في الساعة 10 مساءً تقريبًا بعد 20 دقيقة من وصوله، قبل 18 يومًا من عيد ميلاده الثاني والعشرين. كما كشفت تقارير السموم أنه كان قد تعاطى الكوكايين والفاليوم قبل وفاته بفترة قصيرة. في وقت سابق من ذلك اليوم، تحدث كيفن مع كريس على بُعد حوالي 100-150 ياردة شمال منزلهم، حيث ترك كريس رسالة انتحار واضحة. دفن في حديقة جروف هيل التذكارية في دالاس.

## الجوائز والإنجازات
- المصارعة العالمية الترفيهية
  - قاعة مشاهير WWE (فئة 2009) [18] [19]